# Szagarowo (rejon chomutowski)
Szagarowo (ros. Шагарово) – wieś (ros. село, trb. sieło) w zachodniej Rosji, w sielsowiecie dubowickim rejonu chomutowskiego w obwodzie kurskim.

## Geografia
Miejscowość położona jest nad rzeką Gorkaja Jabłonia, 3,5 km od centrum administracyjnego sielsowietu dubowickiego (Dubowica), 8 km od centrum administracyjnego rejonu (Chomutowka), 119 km od Kurska.
W granicach miejscowości znajdują się 4 domostwa.

## Demografia
W 2010 r. miejscowość zamieszkiwała 1 osoba.